# رتافیلا قیروانی
رتافیلا قیروانی (یونانی باستان: Ἀρεταφίλα) در شهر قیروان (از کوچ‌نشین‌های یونان باستان در شمال آفریقا) که امروزه شحات نامیده می‌شود در سال ۵۰ پیش از میلاد متولد شد. رتافیلا از زنان اشراف قیروان بود و بر اساس گفته‌های پلوتارک در کتابش به نام «در فضائل زنان» "De mulierum virtutes"او بود که حاکم ستمگر قیروان به نام نیکوکراتس را سرنگون کرد.
نیکوکراتس پس از کشتن شوهر رتافیلا به نام فائیدیموس او را مجبور به ازدواج با خودش کرده بود. نیکوکراتس حاکمی بسیار ستمگر بود و در دوران او اهالی قیروان تحت آزار و اذیت بودند، اموالشان غصب می‌شد و خانه‌هایشان را تخریب می‌کردند. رتافیلیا که مصمم بود مردم خویش را از ستم این حاکم رها نماید تصمیم گرفت تا نیکوکراتس را مسموم کند. مادر نیکوکراتس به نام کالبیا که به رتافیلا مشکوک شده بود پسر خویش را قانع کرد تا همسرش را شکنجه نماید.
رتافیلا از ازدواج اجباری خود با نیکوکراتس صاحب دختری شد که این دختر مادر خویش را قانع ساخت تا برای سرنگونی پدر ستمگرش برادر پدرش یعنی لئاندر را اغوا نماید و رتافیلا توانست لئاندر را برای قتل نیکوکراتس قانع کند. با مرگ نیکوکراتس، برادرش لئاندر به قدرت رسید اما او هم حاکمی ستمگر بود و اکنون رتافیلا نقشه‌ای دیگر برای رهایی مردم خویش از ستم حاکم نیاز داشت. این بار رتافیلا به شاهزاده‌ای لیبیایی به نام آنابوس را رشوه داد تا لئاندر را اسیر نماید، سپس لئاندر را به جنگ با لیبیایی‌ها تشویق نمود. در این جنگ لئاندر شکست خورد و پس از اسارت اعدام شد. با از میان رفتن لئاندر دوران استبداد در قیروان به سر آمد و مردم بسیار از رتافیلا تجلیل نمودند. ایشان از او خواستند تا خود حکومت شهر را در دست بگیرد اما رتافیلا این خواسته را رد کرد. گفته شده رتافیلا باقی عمر خویش را مشغول زندگی معمولی بود در خانه خود به بافندگی می‌پرداخت. تاریخ‌نگاران بازگشت رتافیلا به زندگی عادی را نشانی از پیوستن او به یک فرقه زنانه در آن دوران می‌دانند. زنی رومی به نام آنتونیا مجسمه‌ای قیروانی داشت که شمایل رتافیلا را تجسم می‌کرد و وجود این مجسمه می‌تواند نشان‌گر عضویت رتافیلا در یک فرقه زنانه باشد یا آنکه مجسمه فقط به خاطر نقش رتافیلا در تاریخ قیروان ساخته شده باشد.